# Ivan Xixman
Ivan Xixman (en búlgar: Шишман Иван), va governar com a emperador (tsar) de Bulgària en Tàrnovo 1371-1395. Va néixer al voltant de l'any 1350/1351, i va ser executat el 3 de juny de 1395.

## Orígens familiars
Ivan Xixman va ser el fill gran d'Ivan Alexandre de Bulgària i de la seva segona esposa Teodora, una jueva convertida a l'Església ortodoxa.

## Casaments i descendents
Ivan Xixman es va casar primer amb una búlgara anomenada Kera Maria, que va morir a principis de 1380. Es va casar per segona vegada amb Dragana, filla del príncep Lazar de Sèrbia. De qualsevol dels seus matrimonis, Ivan Xixman va tenir diversos fills, entre ells:
- Alexandre, que es va convertir à l'islam sota el nom de Iskender, i va morir com a governador de Samsun, en 1418.
- Fruzhin, que va participar en revoltes i campanyes contra l'Imperi Otomà, i va morir a Hongria després de 1444, potser en 1460. Fruzhin va tenir un fill anomenat Xixman.

## Regnat
Ja sigui per intrigues de la seva mare o per haver nascut primer després de l'ascensió del seu pare al tron, Ivan Xixman es va convertir en l'hereu preferit i va ser coronat coemperador a o poc abans de 1356. Això va provocar la separació efectiva del medi germà gran d'Ivan Xixman, Ivan Sratsimir a Vidin. Juntament amb el seu pare i el seu germà menor Ivan Asen V, Ivan Xixman presidir els sínodes de l'església en Tàrnovo a la fi de 1360.
Després de la mort d'Ivan Alexandre a principis de 1371, Ivan Xixman va heretar la part central de Bulgària amb la capital Tàrnovo. Ivan Sratsimir de Vidin i Dobrotitsa de Dobrudja, un vassall, van ser completament independents. Encara que en 1371 Valàquia reconeix la sobirania d'Ivan Alexandre com és vist en una demanda comercial, en 1386, durant una guerra fosca en què Iván Xixman va derrotar i va matar a Dan I de Valàquia, que probablement era ja independent.
El regnat d'Ivan Xixman està inextricablement connectat amb la caiguda de Bulgària sota la dominació otomana. Poc després que Ivan Xixman arribés al tron, les forces unides dels nobles serbis liderats pel rei Vukasin Mrnjavčević van ser derrotats pels turcs a la batalla del riu Maritsa el 26 setembre de 1371. Els otomans van avançar sobre Bulgària, i Ivan Xixman es va veure obligat a reconèixer la dominació otomana i enviar a la seva germana Tamar (Kera Tamar), com una esposa per al sultà Murat I en 1373.
Malgrat aquesta capitulació, els otomans van continuar la seva conquesta de Bulgària, amb la caiguda d'Ihtiman en 1378, Sofia en 1383 i Niš en 1385. Encoratjat pel triomf serbi i bosnià sobre els otomans en la batalla de Pločnik en 1387, Ivan Xixman es va negar a donar suport a Murad I o de reconèixer la seva sobirania. La represàlia otomana va ser ràpida, i l'enemic va envair les defenses de Bulgària, Ivan Xixman va ser assetjat en Nicòpol al Danubi en 1388. Ivan Xixman no va tenir més remei que sotmetre, i se li va permetre mantenir la major part del seu regne, però va ser obligat a lliurar Drastar (Silistra) al sultà otomà. Ivan Xixman intenta fer marxa enrere en les seves promeses, i trobant assetjat de nou en Nicòpol, va rendir Drastar, i es va permetre la introducció de guarnicions otomanes en altres fortaleses importants.
Malgrat la mort del sultà Murat abans de la batalla de Kosovo en 1389, els otomans van aixafar a la coalició cristiana, i podrien dirigir la seva atenció estrenyent més a Ivan Xixman. En 1393 el nou sultà Baiazet I va envair Bulgària inesperadament i va assetjar la capital Tàrnovo. La capital va ser defensada sota la supervisió del patriarca búlgar Eutimi, mentre que Ivan Xixman s'havia refugiat en Nicòpol, un cop més. Després d'un setge de tres mesos, Tàrnovo va caure per traïció el 17 de juliol de 1393, un punt que de vegades es pren com la fi del Segon Imperi Búlgar, encara que tots dos Ivan Xixman i Ivan Sratsimir van sobreviure.
Ivan Xixman va continuar governant en Nikopol com a vassall otomà, i potser va comptar amb la imminent creuada anti-otomà preparada pel rei hongarès Segimon de Luxemburg. En tornar d'una campanya fallida contra Mircea de Valaquia, el sultà Baiazet I havia decapitat a Ivan Xixman en Nicòpol el 3 de juny de 1395. La resta del territori d'Ivan Xixman va ser annexionat per l'Imperi Otomà, mentre que els emperadors de Bulgària seguir governant a Vidin fins a 1422.
La tradició popular (llegendes i cançons) presenta les gestes d'Ivan Xixman com la gesta heroica de l'últim emperador de Bulgària, però Ivan Xixman va ser, de fet, succeït pel seu mig germà Ivan Sratsimir a Vidin i després pel seu fill Constantí II. Encara que no es pot negar que Ivan Xixman va ser un governant molt més enèrgic que Ivan Sratsimir, hi ha poques proves de la seva heroisme en les fonts històriques. En ells apareix com un polític vacil·lant cujas decisions inoportunes ràpidament el va guiar a la seva fi violent i la subjugació del país per l'enemic.
Aquesta sentència té l'avantatge natural de la retrospectiva, i la disminució del Segon Imperi Búlgar va ser gairebé totalment obra d'Ivan Xixman.